# حلمي السعيد
حلمي محمد السعيد يونس ولد في 15 يوليو 1919 بقرية الحاكمية، إحدى قرى مركز ميت غمر بمحافظة الدقهلية. حصل على بكالوريوس الهندسة المدنية 1941، وماجستير العلوم العسكرية 1952. شغل منصب وزير الكهرباء والسد العالي في الفترة ما بين 18-11-1970، حتى 13-5-1971 في وزارة محمود فوزي الثانية في عهد الرئيس جمال عبد الناصر وتوفي في عام 2011

## إنجازات ومناصب
ضابط أركان حرب مهندس بالقوات المسلحة المصرية 1943.

مستشار رئيس الجمهورية 1958

رئيس مجلس إدارة مؤسسة مصر 1961

رئيس الجهاز المركزي للتنظيم والإدارة 1964

وزير الكهرباء والسد العالي 1970

سكرتير اللجنة العليا للسد العالي 1959

رئيس لجنة التنظيم الأعلى للدولة 1963

رئيس اتحاد جمعيات التنمية الادارية 1965

نقيب المهندسين 1966

نائب رئيس جمعية الهندسة الإدارية

اشترك في حرب فلسطين 1948

اشترك في مفاوضات تمويل السد العالي 1959.

نشر له مقالات عن التنظيم الأعلى للدولة في مجلة الإدارة 1966.

حصل على نوط الواجب حرب فلسطين 1948.

## كتبه ومؤلفاته
شهادتي للأجيال - دار المستقبل العربي للنشر، 1999

## عائلته
ينتمى حلمي السعيد لعائلة تلتزم بالتقاليد الريفية، ينتشر أفراد العائلة في محافظتي الدقهلية والقاهرة.
تزوج حلمي السعيد من المرحومة السيدة سعاد فرحات وله منها ابنان وهما د. جمال السعيد ود. أسامة السعيد وابنتان، د.هالة السعيد والسيدة مها السعيد.

لحلمي السعيد ستة أشقاء، المحاسب فؤاد السعيد يونس، المستشار عبد الحميد يونس، اللواء دكتور أحمد يونس، اللواء فاروق يونس، المهندس عز الدين يونس والسيدة ميرفت يونس.

## وصلات خارجية
«زي النهارده».. وضع حجر أساس السد العالي 9 يناير 1960 - المصري اليوم

مذكرات المهندس حلمى السعيد